# Miracle Cure
Pistes de Tommy
Sensation Sally Simpson
Miracle Cure est une très courte chanson de transition du groupe anglais The Who, parue en 1969 sur l'opéra-rock Tommy.

## Caractéristiques
C'est la chanson la plus courte de l'album, dépassant tout juste les dix secondes. Ce titre exprime la publicité générée par la guérison miraculeuse de Tommy, le héros de l'histoire racontée par l'album. La musique est très simple, avec quelques accords. Il semble que le personnage chantant cette chanson soit un vendeur de journaux essayant d'appâter un client.